# Nymphaea elleniae
Nymphaea elleniae är en näckrosväxtart som beskrevs av Surrey Wilfrid Laurance Jacobs. Nymphaea elleniae ingår i släktet vita näckrosor, och familjen näckrosväxter. Inga underarter finns listade i Catalogue of Life.